# 玲子·艾爾斯沃斯
玲子·艾爾斯沃斯（英語：Reiko Aylesworth，1972年12月9日— ），美國電視劇和電影女演員。生于伊利諾州芝加哥市。她身上有著威爾士、荷蘭和四分之一的日本血統。以飾演美國電視連續劇《24》中的角色CTU探員蜜雪兒·戴斯勒而著名。

## 早年生涯
艾爾斯沃斯早年生活在伊利諾州的斯普林菲尔德，1987年搬去西雅圖居住。曾就讀于華盛頓大學神經科學專業。大學時期被美國廣播公司的演員招募活動選中，于是她決定獨自前往紐約市成為專業演員。

## 外部連結
- 玲子·艾爾斯沃斯在互联网电影资料库（IMDb）上的資料（英文）
- BBC上的介紹 （页面存档备份，存于）